# Laguna Chasicó
Laguna Chasicó är en sjö i Argentina.   Den ligger i provinsen Buenos Aires, i den centrala delen av landet, 600 km sydväst om huvudstaden Buenos Aires. 
Runt Laguna Chasicó är det mycket glesbefolkat, med 2 invånare per kvadratkilometer.